# Навчитися вчитися. Як запустити свій мозок на повну
Навчитися вчитися. Як запустити свій мозок на повну (англ. A Mind for Numbers: How to Excel at Math and Science (Even If You Flunked Algebra)) — нехудожня книга-бестселер професора інженерних наук Оклендського університету Барбари Оклі, авторки курсу освітньої Coursera «Навчитися вчитися», розробленого на основі однойменної книги з двомільйонною аудиторією студентів. Книжка вперше побачила світ 31 липня 2014 року. 2018 року перекладена українською видавництвом «Наш Формат».

## Вміст
У своєму курсі та книзі автор акцентує на двох типах мислення: сфокусованому та розпорошеному. Закликає комбінувати їх під час навчання, наприклад, при складній задачі не нервуватися, а поставити фокус уваги на паузу, аби мозок самостійно нею займався.
Книга наводить чимало досліджень, що показують, що успішність учнів на тестах є залежною від – кількості годин сну, ситності сніданку та вмінню долати стрес, а ефективному навчанню загалом допомагає фізична активність, котра сприяє утворенню у мозку нових нейронів.
Книга описує також перешкоду на шляху навчання – прокрастинацію, і шляхи обходу, зокрема метод помодоро.

## Історія створення
Як професор інженерних наук Барбара Оклі сповна відчула на собі як це «побороти» математику. Тільки в зрілому віці, проходячи військову службу, авторка дійшла до переосмислення важливості математичних знань в житті людини. Відчувши в собі нестачу математичної та технічної кмітливості, вона приймає рішення повернутись до навчання та освоїти всі ті дисципліни, в яких колись не бачила сенсу. У своїй книзі Барбара розкриває секрети ефективного засвоєння знань, секрети, про які навіть найуспішніші та найвідданіші студенти бажали б знати у свій час.
Станом на 2019 рік Барбара працює над новим міні-курсом, цього разу для учнів... з малюночками та смішною анімацією.

## Переклад укр.
- Оклі, Барбара. Навчитися вчитися. Як запустити свій мозок на повну // пер. Андрій Замоцний. К.: Наш Формат, 2018. — 272 с. — ISBN 978-617-7552-87-0